# دانغلو
دانغلو (بالإنجليزية: D'Angelo)‏ هو عازف بيانو ومغن مؤلف ومغني ومنتج أسطوانات وملحن وعازف قيثارة أمريكي، ولد في 11 فبراير 1974 في ريتشموند في الولايات المتحدة.

## وصلات خارجية
- دانغلو على موقع IMDb (الإنجليزية)
- دانغلو على موقع ألو سيني (الفرنسية)
- دانغلو على موقع ميوزك برينز (الإنجليزية)
- دانغلو على موقع رولينغ ستون (الإنجليزية)
- دانغلو على موقع إن إن دي بي (الإنجليزية)
- دانغلو على موقع أول ميوزيك (الإنجليزية)
- دانغلو على موقع أول ميوزيك (الإنجليزية)
- دانغلو على موقع ديسكوغز (الإنجليزية)
- دانغلو على موقع ديسكوغز (الإنجليزية)
- دانغلو على موقع قاعدة بيانات الفيلم (الإنجليزية)